# Newcastleton
Newcastleton (Baile a' Chaisteil Nuadh in lingua gaelica scozzese) è una località della Scozia, situata nell'area di consiglio di Scottish Borders.